# Viorel Filimon
Viorel Filimon (n. 4 octombrie 1952, Ploiești, România) este un antrenor român de tenis de masă.

## Carieră profesională
Viorel Filimon a început practicarea tenisului de masă la 15 ani, în Buzău, oraș în care a copilărit. A absolvit Facultatea de Nave a Institutului Politehnic din Galați, perioadă în care și-a obținut și carnetul de antrenor. În Galați făcea selecții în rândul copiilor și apoi îi antrena pe holurile Salii Sporturilor. După terminarea facultății s-a stabilit în Constanța, unde a lucrat o perioadă la Șantierul Naval Constanța, dar nu a renunțat la pasiunea sa, tenisul de masă. În 1977 s-a hotărât să aleagă între Șantierul Naval și sport și astfel s-a transferat la Școala Sportivă nr. 2 din Constanța, astăzi Liceul Cu Program Sportiv Nicolae Rotaru. Aici, timp de mai multe decenii a lansat generații de campioni.
Începând cu anul 2004 este antrenorul reprezentativei feminine de tenis de masă a României iar începând cu anul 2008 este antrenor federal.
Viorel Filimon fost desemnat de către Federația Internațională de Tenis de Masă  să conducă, în iunie 2010, echipa feminină World All Star în meciul disputat împotriva naționalei feminine a Chinei. Evenimentul s-a desfășurat în Shanghai iar echipa coordonată a fost formată din Daniela Dodean (România, nr. 20 mondial), Feng Tianwei (Singapore, nr. 2 mondial), Kim Kyung Ah (Coreea de Sud, nr. 5 mondial) și Ai Fukuhara (Japonia, nr. 9 mondial). Antrenorul constănțean a fost nominalizat de către Federația Internațională de Tenis de Masă pentru titlul de antrenorul anului de două ori, în anul 2015 și în anul 2017. În anul 2015, a fost nominalizat alături de alți doi antrenori chinezi. Tot în 2015, a fost premiat de Federația Europeană de tenis de masă în timpul Campionatului European care a avut loc în Rusia. În anul 2017, alături de acesta au mai fost nominalizați Yu Harimoto - tatăl și antrenorul lui Tomokazu Harimoto, care la 14 ani în luna septembrie 2017, se afla pe locul 13 ITTF, și Jörg Roßkopf - antrenorul lotului masculin al Germaniei.
În anul 2017, cu Viorel Filimon antrenor coordonator, echipa feminină a României (Elizabeta Samara, Daniela Dodean Monteiro, Bernadette Szőcs, Adina Diaconu și Irina Ciobanu) a cucerit medalia de aur pe echipe la Campionatul European din Luxemburg, desfășurat în luna septembrie.
A participat, în calitate de antrenor, la patru ediții ale Jocurilor Olimpice: Atena, Beijing, Londra, Rio de Janeiro.
Meritele deosebite în dezvoltarea tenisului de masă i-au fost recunoscute de catre Federația Europeană de Tenis de Masă (European Table Tennis Organisation) prin acordarea în anul 2015 a Insignei de Onoare (Badge of Honor).

## Medalii obținute ca antrenor
Campionatele Europene de seniori - medalii de aur:
- 2005 echipe feminin
- 2005 dublu feminin Mihaela Șteff - Tamara Boroš
- 2009 dublu feminin Elizabeta Samara - Daniela Dodean
- 2011 dublu feminin Elizabeta Samara - Daniela Dodean
- 2011 dublu mixt Andrei Filimon- Elizabeta Samara
- 2012 dublu mixt Andrei Filimon- Elizabeta Samara
- 2015 simplu feminin Elizabeta Samara
- 2017  echipe feminin

Campionatele Europene Seniori- medalii de argint
- 1988 simplu feminin Otilia Bădescu
- 2005 simplu Mihaela Șteff
- 2010 echipe feminin
- 2011 echipe feminin
- 2011 dublu feminin Elizabeta Samara - Daniela Dodean
- 2013 echipe feminin

Campionatele Europene Seniori – medalii de bronz
- 1988 dublu feminin Otilia Bădescu - Maria Alboiu
- 1988 dublu mixt Kalinikos Kreanga – Otilia Bădescu
- 2008 echipe feminin
- 2009 dublu mixt Andrei Filimon- Elizabeta Samara
- 2010 dublu fete Elizabeta Samara - Daniela Dodean
- 2013 dublu mixt Andrei Filimon- Elizabeta Samara

## Distincții obținute
- 1991 Antrenor emerit
- 2005 Ordinul „Meritul Sportiv”